# Lino Montiel Forzano
Lino Domingo Montiel Forzano (1923 o 1924-9 de octubre de 2023), fue un militar y político argentino, perteneciente al Ejército. Ostentó el grado de general de brigada (arma de caballería-ingeniero militar).

## Carrera militar y política
Fue gobernador de la Provincia de Tucumán; fue designado por el presidente (de facto) Jorge Rafael Videla el 30 de noviembre de 1977. Finalizado su mandato, fue sustituido el 29 de marzo de 1981.
Impulsó el proyecto alconafta con puesta en marcha exitosamente.
El 12 de junio de 1981, Roberto Eduardo Viola lo nombró director ejecutivo de la Entidad Binacional Yacyretá.